# Зоуи Палмър
Зоуи Палмър (на английски: Zoie Palmer) е английско-канадска актриса, която става популярна от ролята си на д-р Лорън Луис в канадския телевизионен сериал Lost Girl.

## Ранен живот
Родена е в Камборн от родители от британски и ирландски произход. Зоуи Палмър се премества със своето семейство в Канада, когато е на девет години. Тя посещава Sacred Heart Catholic High School в Newmarket, Ontario; и е получила бакалавърска степен по изящни изкуства от Йоркския университет в Торонто, Канада, през 2001. Първият професионален опит на Палмър като актриса е бил още като тийнейджърка – в Red Barn Theatre в Jackson's Point, Онтарио, Канада.

## Кариера
Телевизионната работа на Палмър включва филмите: „The Reagans“ (2003) като Пати Рейгън; „Out of the Ashes“ (2003) като Диди Голдстийн; „Devil's Perch“ (2005) като Аби. Като гост участва в: американската шпионска драма Никита в епизод „Girl's Best Friend“ (2011) като Аня Ваймър – терорист, който се опитва да саботира срещата на върха на мира; комедията „Call Me Fitz“ в епизод „Don of the Differently Abled“ (2011) като Лора, една смахната ампутация с планове за ескорт услуги за хора с увреждания; канадската фентъзи драма „The Listener“ във финалния епизод на трети сезон „The Shooting“ (2012) като Щаб сержант Маккой, следовател на вътрешните работи. Зоуи Палмър има повтаряща се роля като рок певицата Патци Сиуа в канадския тийнейджърски драма/комедия сериал „Instant Star“; и е била в ко-водеща роля на канадската драма „The Guard“ като Брегова охрана на спасителния специалист Карли Грийк (заради което тя трябва да овладее своя страх от вода). След като „Lost Girl“ приключва, Палмър се присъединява към основния актьорски състав на научнофантастичния сериал Dark Matter в ролята на Андроидът.
Тя се появява в комедийния сериал за онлайн запознанствата „Seeking Simone“ в епизод „1.1: Single Lesbian Psychos“ (2009) като Ребека.
Филмовите роли, в които участва, са: Анабел в кратката драма Terminal Venus (2003); Хейли в романтичната комедия The Untitled Work of Paul Shepard (2010); Черил в свръхестествения ужас „Дявол“ (2010); Полицай Францис Джейн в криминалния трилър „Cold Blooded“ (2012); Лу в комедията „Sex After Kids“ (2013); и Бетани във фантастично-приключенсия Patch Town (2014).
Зоуи Палмър беше наградена с „Gold Medallion Acting Award за най-добра актриса в игрален филм“ за „Cold Blooded“ през 2012 от Bare Bones International Film Festival; и „Най-добър актьор“ за Terminal Venus през 2004 от Baja Film Festival (Mexico).
През 2014 тя получи номинация от Canadian Comedy Awards за „Мултимедия / Най-добро женско изпълнение в игрален филм“ за „Sex After Kids“; и през 2011 е номинирана от ACTRA Awards за „Отлично изпълнение – Жена“ за The Untitled Work of Paul Shepard.
Палмър беше получателя на „Fan Choice Award for Favourite Canadian Screen Star“ („Награда за фен избор за любима канадска телевизионна звезда“) през 2014 от Canadian Screen Awards. В своята годишна „50 най-красиви звезди“ емисия, празнуваща местните таланти, Лорън беше кръстена „Номер 1“ през 2014 от HELLO! Canada magazine. През 2013 тя спечели „Favorite TV Actress“ („Любима ТВ Актриса“) и „Best Tweeter“ в годишните AfterEllen награди за популярност; и „Best Sci-Fi or Fantasy Actress“ („Най-добра научнофантастична или фентъзи актриса“) от Canadagraphs в годишните Best Of TV Awards. Тя беше избрана за „Girl on Top 2013“ („Топ момиче на 2013) от E! Online (E! Entertainment Television) в своя популярен конкурс за Favorite TV Leading Ladies.
През февруари 2013, нейната роля на Лорън заедно с Бо (Anna Silk) като еднополовата двойка „Бо и Лорън“ в „Lost Girl“ е кръстена като една от Любимите ТВ Двойки за всички времена от Си Ен Ен; и беше обявена за „Top TV Couple of 2013“ (Топ ТВ Двойка на 2013) от E! Entertainment Television в годишното E! Online състезание.

## Личен живот
Сестрата на Палмър, Трейси (Палмър) Уайлър, беше Progressive Conservative Party of Ontario (прогресивна консервативна партия на Онтарио) кандидат за избирателния район Kitchener—Waterloo през 2012 година от изборите за Legislative Assembly of Ontario, (Законодателно събрание на Оронто) и на парламентарните избори през 2014 година.
На 9 март 2014, Зоуи Палмър излезе публично на сцената по време на Canadian Screen Awards 2014, когато, след изразяване на благодарност за наградата „Fan Choice Award“, тя благодари на своя партньор, канадската филмова продуцентка Алекс Лалънд. Те имат син.

## Филмография

### Филми
| Година | Заглавие                          | Роля                 | Бележка     |
| ------ | --------------------------------- | -------------------- | ----------- |
| 2003   | Bar Life                          | Ryan                 | Кратък филм |
| 2003   | Terminal Venus                    | Annabelle            | Кратък филм |
| 2004   | Godsend                           | Susan Pierce         |             |
| 2006   | Snapshots for Henry               | Angie                | Кратък филм |
| 2010   | The Untitled Work of Paul Shepard | Haley                |             |
| 2010   | Дявол, Devil                      | Cheryl               |             |
| 2012   | Cold Blooded                      | Officer Frances Jane |             |
| 2013   | Sex After Kids                    | Lou                  |             |
| 2014   | Patch Town                        | Bethany              |             |

### Телевизионни предавания
| Година    | Заглавие                               | Роля             | Бележка                                |
| --------- | -------------------------------------- | ---------------- | -------------------------------------- |
| 2002      | Odyssey 5                              | Researcher       | Епизод: „Skin“                         |
| 2002      | The Scream Team                        | Rebecca Kull     | ТВ филм                                |
| 2003      | Adventure Inc.                         | Luisa            | Епизод: „Plaque Ship of Val Verde“     |
| 2003      | Out of the Ashes                       | Didi Goldstein   | ТВ филм                                |
| 2003      | The Reagans                            | Patti Reagan     | ТВ филм                                |
| 2004      | Bliss                                  | Donna            | Епизод: „Badness“                      |
| 2004      | Missing                                | Tracy Somers     | Епизод: „Mr. Nobody“                   |
| 2004      | Докторът, Doc                          | Tracey Briant    | Епизод: „The Family Tree“              |
| 2005      | Devil's Perch                          | Abby             | ТВ филм                                |
| 2005      | Martha Behind Bars                     | Amy              | ТВ филм                                |
| 2006      | Gospel of Deceit                       | Tracy Duggins    | ТВ филм                                |
| 2006 – 07 | Instant Star                           | Patsy Sewer      | Поддържаща роля, 12 епизода            |
| 2008 – 09 | The Guard                              | Carly Greig      | Главна роля, 22 епизода                |
| 2009      | Seeking Simone                         | Rebecca          | Webisode 1.1: „Single Lesbian Psychos“ |
| 2010 – 15 | Lost Girl                              | Dr. Lauren Lewis | Главна роля                            |
| 2010      | Bloodletting & Miraculous Cures        | Female Cop       | Епизод: „Unhappy Endings“              |
| 2010      | Murdoch Mysteries                      | Katie Powers     | Епизод: „Victor, Victorian“            |
| 2011      | Degrassi: The Next Generation          | Officer          | Епизод: „Jesus, Etc.: Part 2“          |
| 2011      | XIII: The Series                       | Moira            | Епизод: „The Irish Version“            |
| 2011      | King                                   | Angela Gilbert   | Епизод: „Lori Gilbert“                 |
| 2011      | Никита: Отмъщението, Nikita            | Anya Vimer       | Епизод: „Girl's Best Friend“           |
| 2011      | Call Me Fitz                           | Laura            | Епизод: „Don of the Differently Abled“ |
| 2012      | Lost Girl Finale Pre-Show              | as self          | Showcase TV special                    |
| 2012      | The Listener                           | Staff Sgt McCoy  | Сезон 3 Епизод 13: „The Shootin“       |
| 2012      | Flashpoint                             | Wife             | Сезон 5 Епизод 11: „Fit For Duty“      |
| 2013      | Lost Girl ConFAEdential                | as self          | Showcase TV special                    |
| 2013      | Her Husband's Betrayal                 | Tora             | ТВ филм                                |
| 2013      | Lost Girl: An Evening at the Clubhouse | as self          | Showcase TV special                    |
| 2015 –    | Тъмна материя, Dark Matter             | The Android      | Главна роля                            |